# 霍爾諾斯塔伊夫卡區

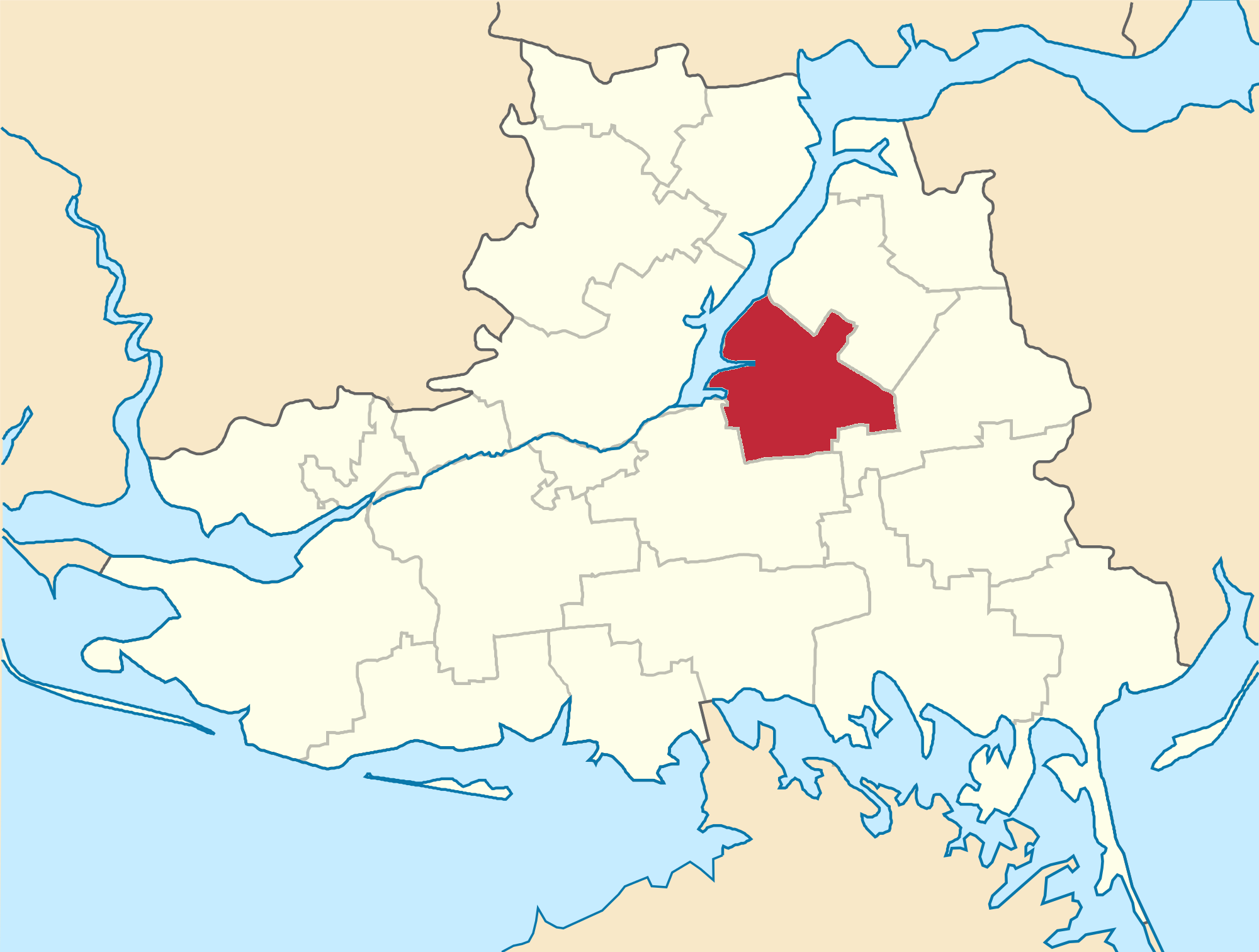
撤销前霍爾諾斯塔伊夫卡區在赫爾松州的位置

霍爾諾斯塔伊夫卡區（烏克蘭語：Горностаївський район）曾是烏克蘭南部赫爾松州的一個區，行政中心設於霍尔诺斯塔伊夫卡；原面積1,018平方公里，2013年人口20,007人，人口密度每平方公里19.65人。
该区在2020年7月18日的乌克兰行政区划改革中被撤销，改革后赫尔松州下分为5个区，其中霍爾諾斯塔伊夫卡區并入卡霍夫卡區。